# 金海湖地区
金海湖地区是中国北京市平谷区下辖的一个地区办事处，同时保留金海湖镇名称，其行政事务机构实行“一套人马，两块牌子”的体制，地区办事处与镇政府合署办公。2003年4月由韩庄镇和靠山集镇合并而成。

## 行政区划
金海湖地区下辖13个村委会：土门、上宅、马屯、水峪、胡庄、洙水、祖务、晏庄、海子、韩庄、滑子、向阳、耿井。

## 全国重点文物保护单位
上宅遗址：位于上宅村泃河北岸二级台地上，形成于新时期时代，为北京地区新石器时代中早期文化遗存。